# Sympétrum strié
Sympetrum striolatum
Espèce
Statut de conservation UICN

 LC  : Préoccupation mineure
Le Sympétrum strié (Sympetrum striolatum) est une espèce d'odonates anisoptères (libellules) de la famille des libellulidés.

## Description et caractéristiques
- Le nom d'espèce striolatum indique que les côtés du corps sont striés (de gris foncé).
- Longueur : 35 à 45 mm.
- Les mâles sont jaunâtres (immatures) à rouge sombre (adultes), avec des bandes jaunes sur le thorax.
- Les femelles sont jaunâtres à brunâtres (vieillissantes).
- Le front est barré transversalement d'un bande noire étroite qui ne descend pas de chaque côté des yeux.
- Les pattes sont noires, rayées de jaune à l'extérieur.
- Les ptérostigmas sont étroits, allongés et de couleur rougeâtre.

## Distribution

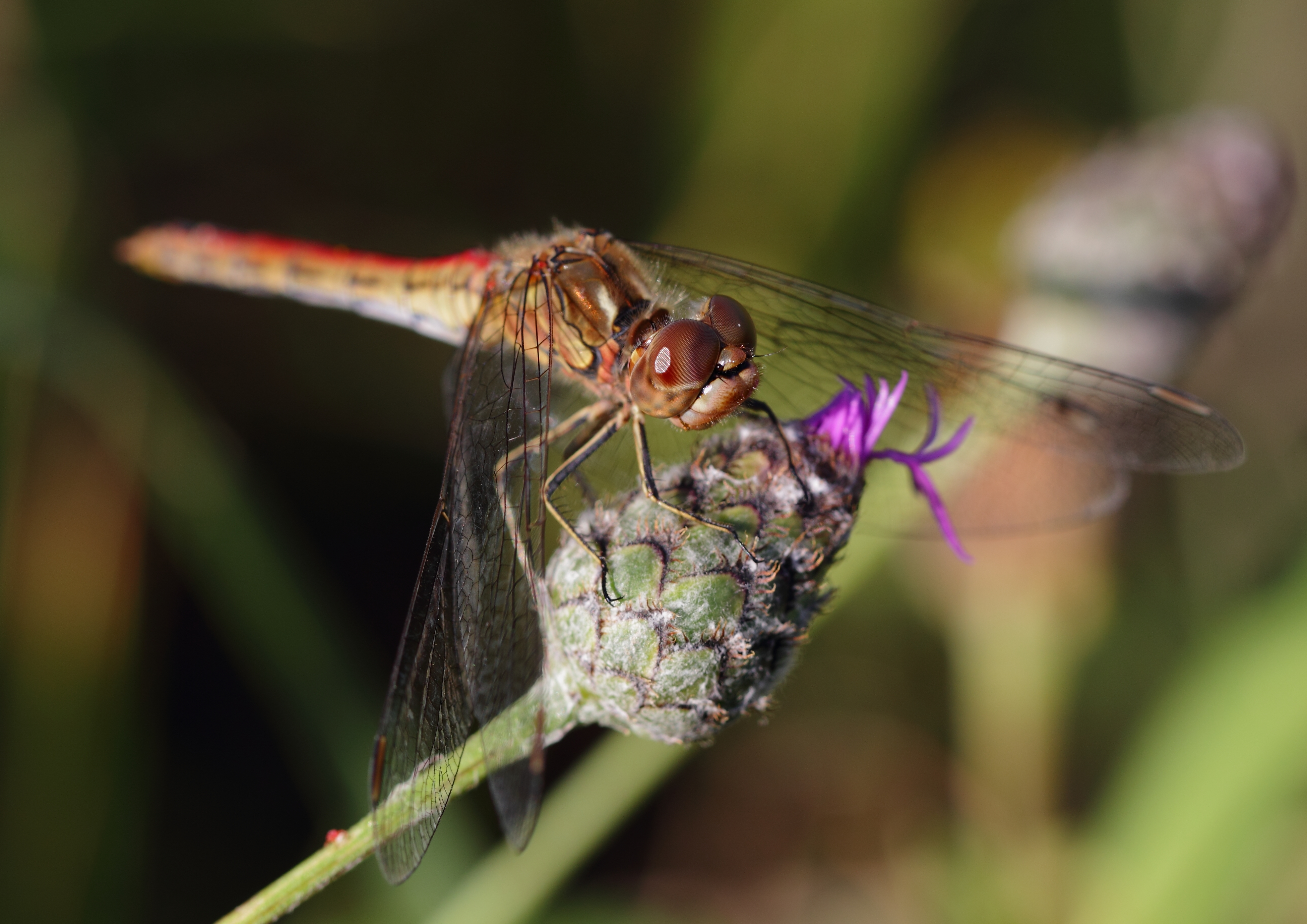
Un sympétrum strié à Eisenstadt en Autriche.

Eurasiatique, son aire de répartition est très vaste : depuis le nord du Maghreb, toute l'Europe (y compris les Îles Britanniques mais absente du nord de la Scandinavie), présente en Asie jusqu'au Japon.
C'est une des libellules parmi les plus communes en Europe.

## Habitat, mode de vie
Cette espèce apprécie diverses zones humides, de préférence des eaux calmes peu profondes, comme des lacs et des étangs ou encore les mares décoratives et peu profondes que l'on peut rencontrer dans les parcs et les jardins, parfois aussi des eaux saumâtres et des eaux courantes.
Elle effectue des migrations fréquentes, parfois importantes, régulièrement fin septembre - octobre le long des côtes atlantiques françaises du centre-ouest.
Les adultes volent de juin à novembre, rarement jusqu'en décembre.

## Galerie d'images

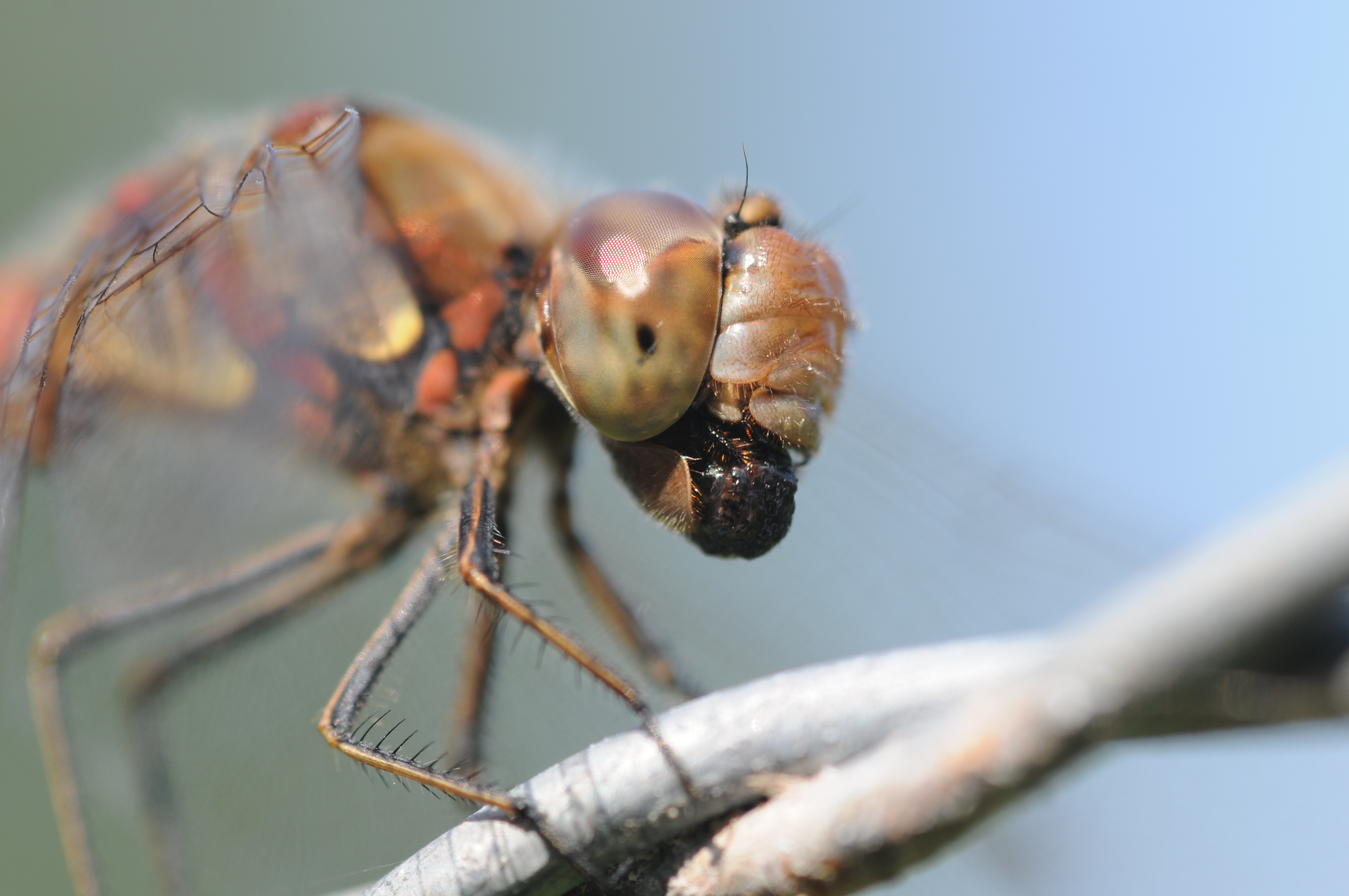
« Masque » du Sympetrum striolatum (étroite bande noire tout au-dessus)
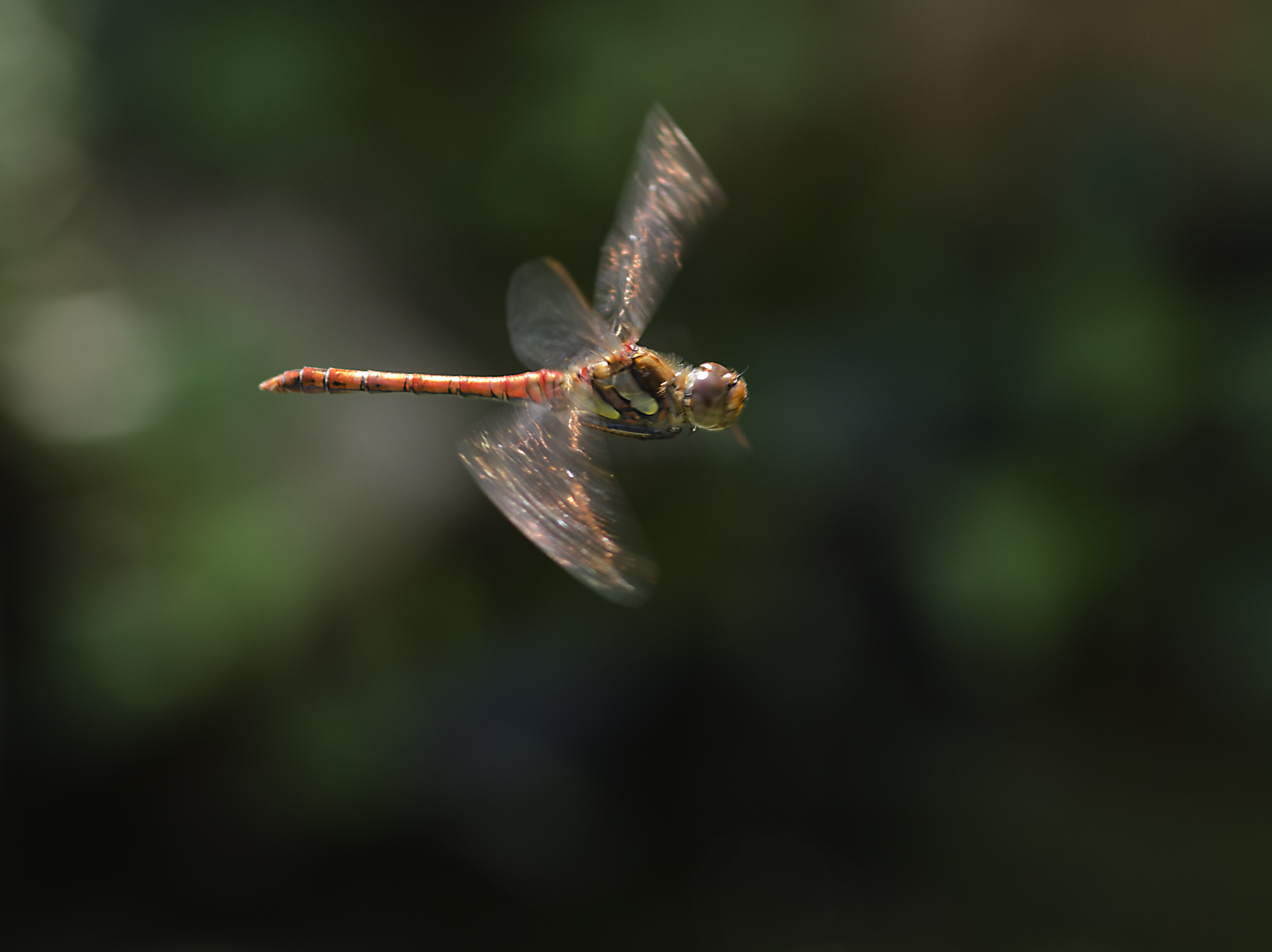
En vol
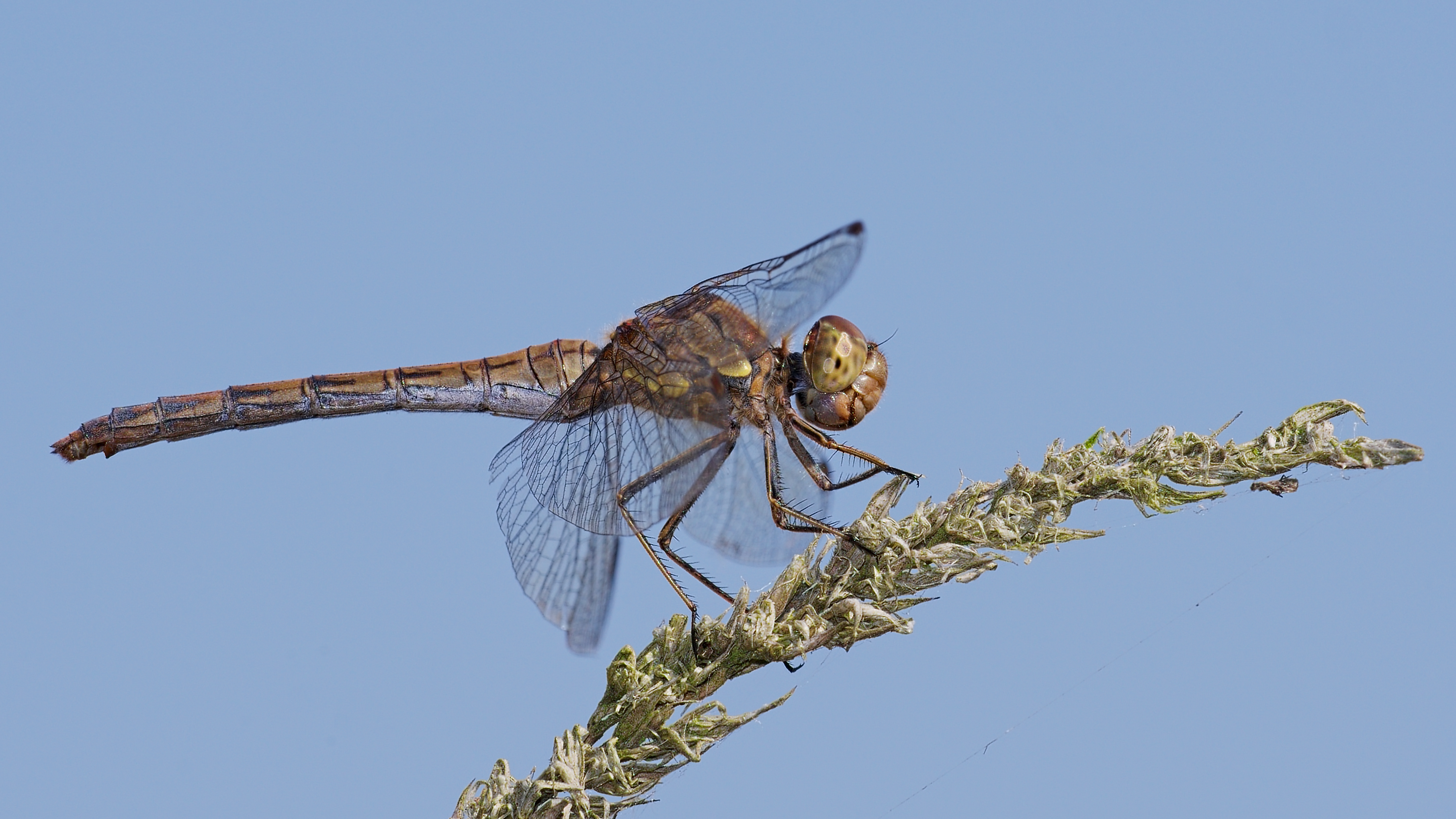
Une femelle
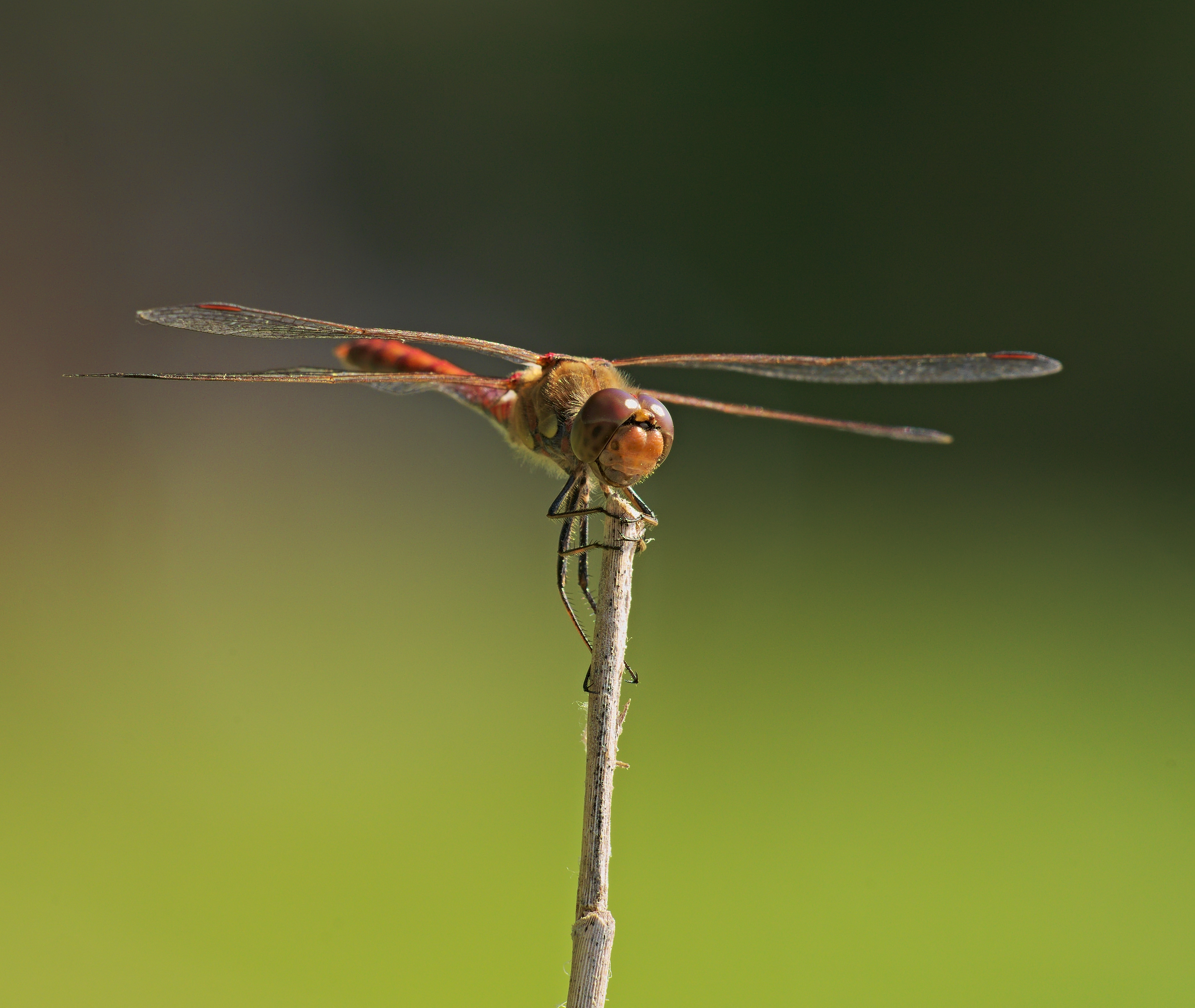
Un mâle
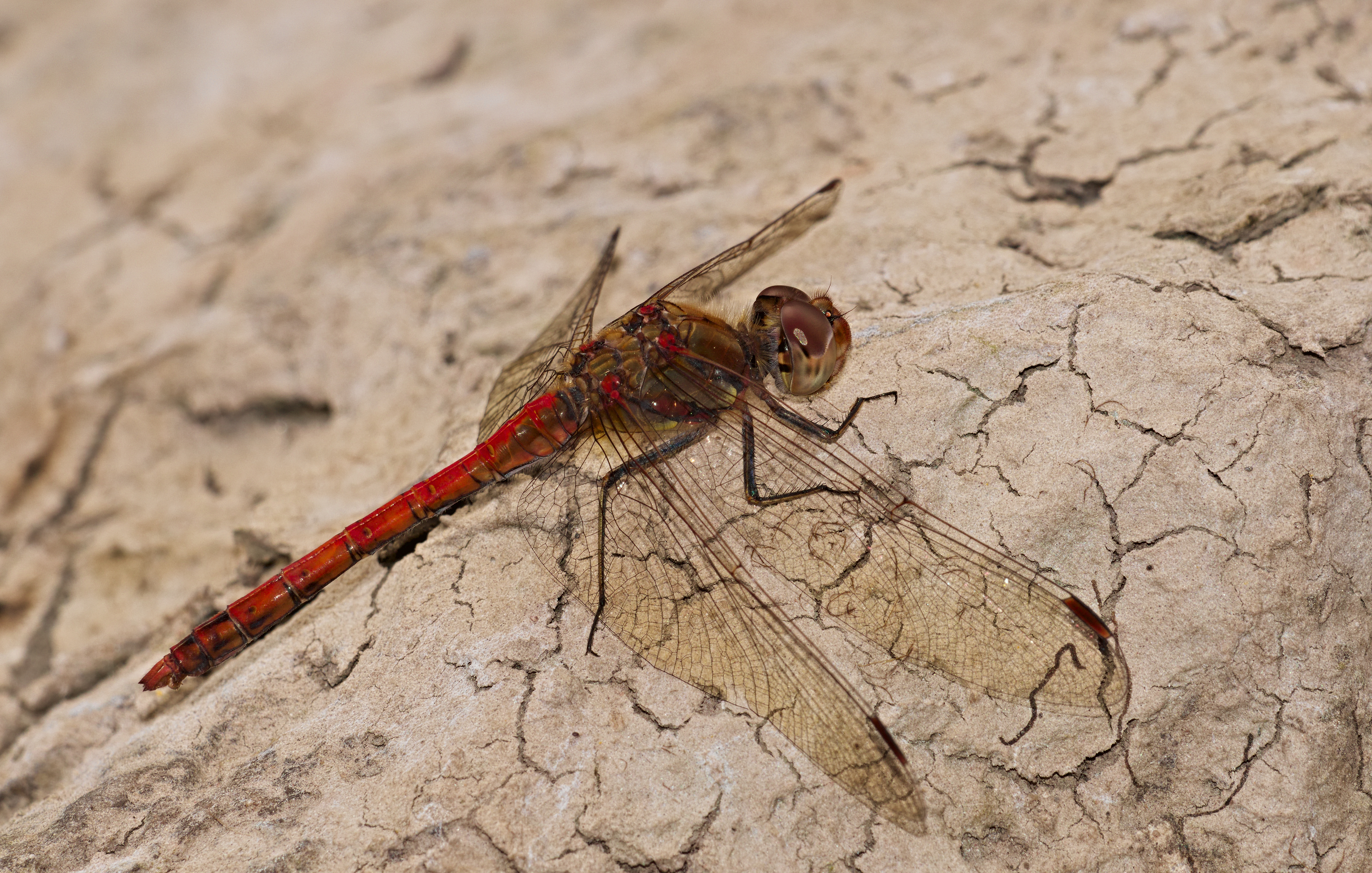
Autre mâle, au bord de la rivière Neckar, Allemagne. Septembre 2017.
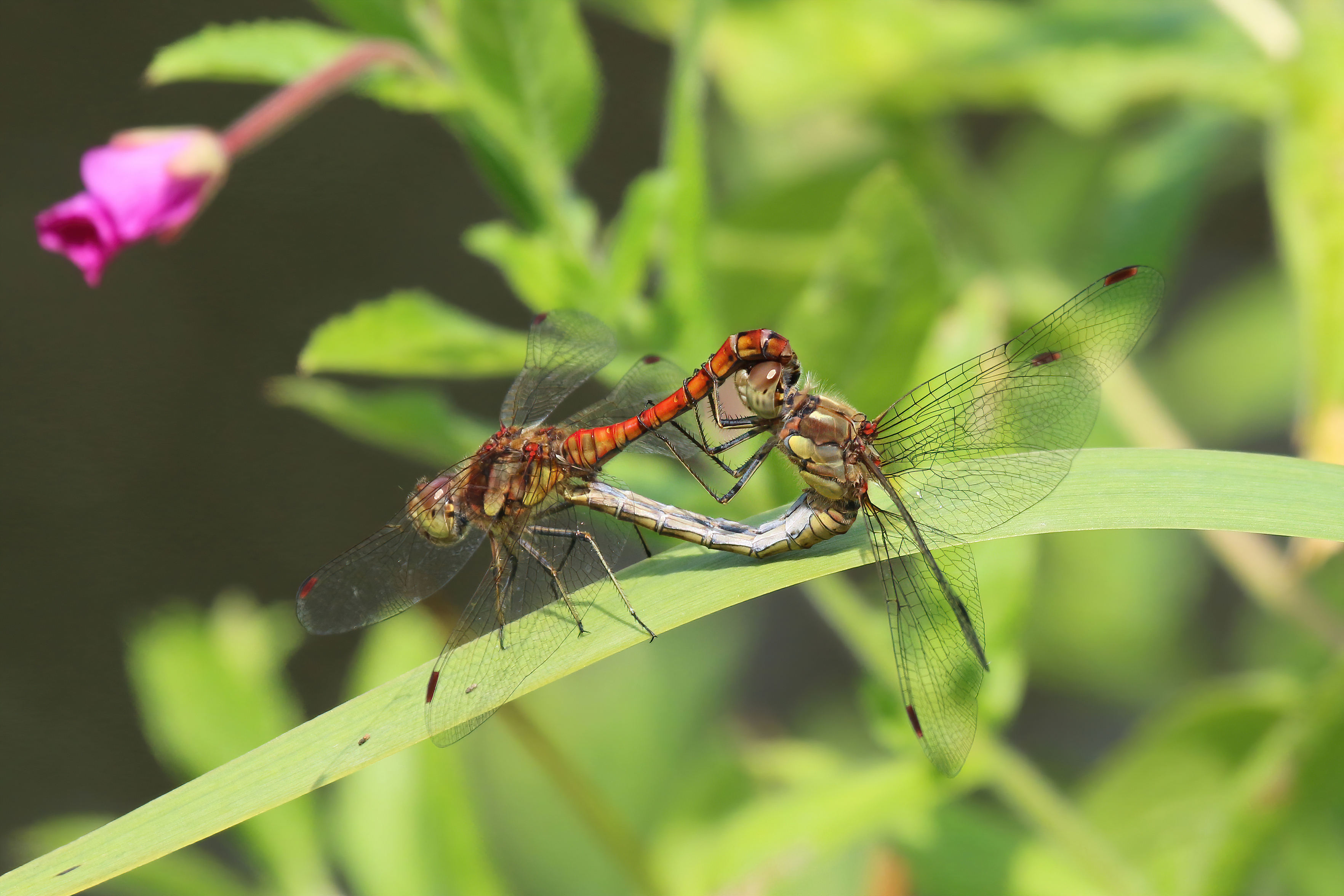
Accouplement de sympétrums striés dans les jardins botaniques royaux de Kew. Juillet 2014.
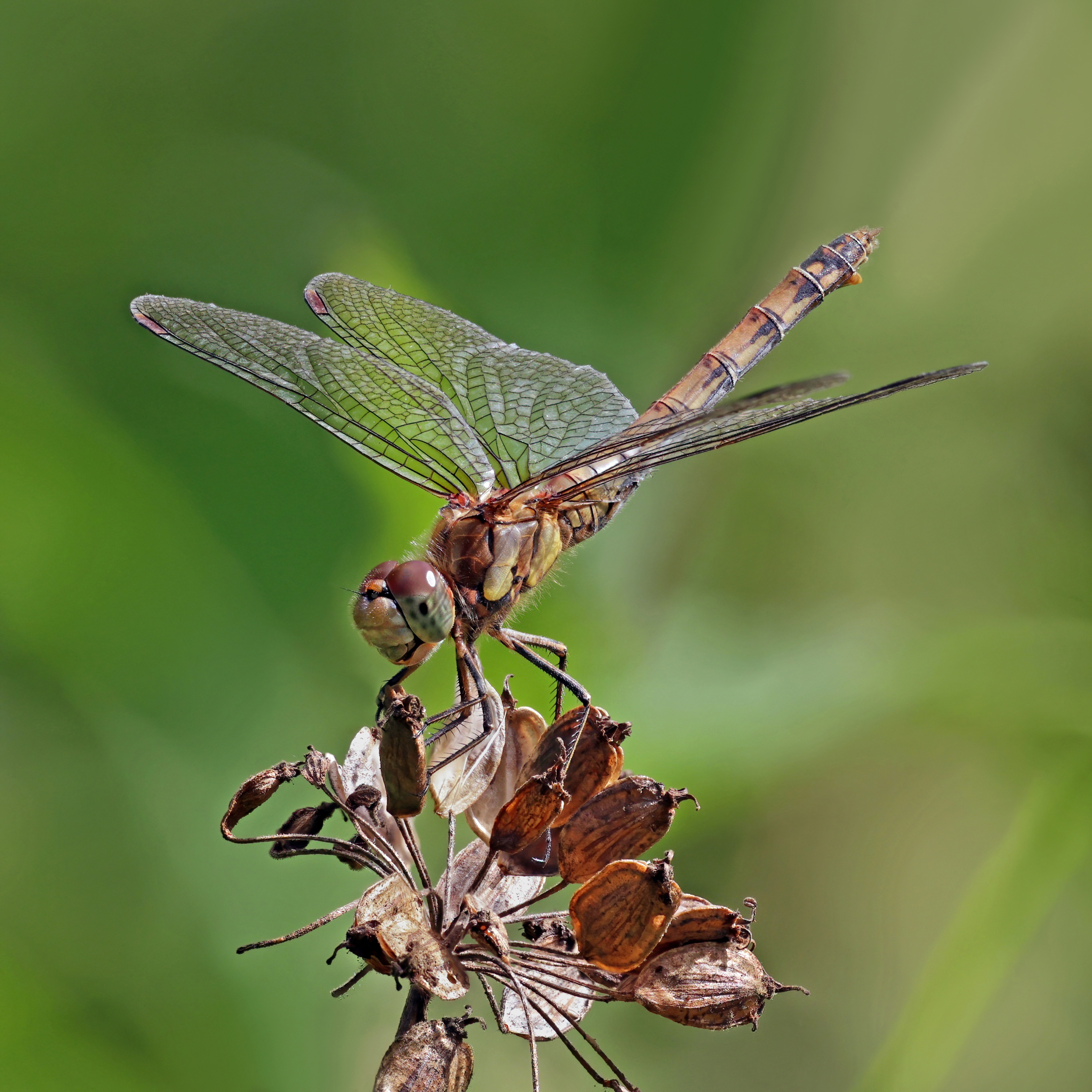
Une sympétrum striée dans l'Otmoor RSPB reserve (en) en Oxfordshire.